# سرپرو
سرپرو (انگلیسی: Serviço Federal de Processamento de Dados) شرکت دولتی نرم‌افزار برزیلی است، که در سال ۱۹۶۴ تأسیس شد.